# Potentilla insularis
Potentilla insularis — вид трав'янистих рослин родини розові (Rosaceae), ендемік архіпелагу Шпіцберген.

## Опис
Це багаторічні поодинокі рослини з центральними коренями. Одне або більше в основному висхідних квітконосних стебел заввишки 10–30 см і більше. Листки чергові, в основному, прикореневі, з (3)4–5 листочками. Черешки 1.2–3.5(6.0) см довші від пластин, здебільшого густо вкриті волосками 1–2 мм завдовжки. Листові пластини 0.9–2.0(2.3) × 0.9–2.0(2.2) см; верх темно-зелений або з червонуватим відтінком, безволосий або покритий довгими, прямими, білими волосками; низ блідо-сірий або білий, через опушення. Завжди, принаймні, деякі листя з 4–5 листочками. Стеблові листки зменшені, прості або з 2–3 маленькими листочками.
Суцвіття (1)2–5(7)-квіткові, на довгих квітконіжках. Квіти радіально-симетричні з 5 підчашечними лусками, чашолистками й пелюстками. Підчашечні луски 3.5–4.5 × 0.6–1.0 мм, коротше і значно вже, ніж чашолистків, вузько еліптичні. Чашолистки 4.5–6 × 2.5–3.5 мм, трикутні. Пелюстки 6–9 × 5.5–7.5 мм, в 1.5–2 рази довші за чашолистки, серцеподібні, більш або менш виїмчасті, жовті. Тичинки численні. Плодів до 20–30 чи більше від кожної квітки.

## Відтворення
Розмноження насінням, статеве і безстатеве (агамоспермія); відсутність вегетативного розмноження. Немає спеціальних пристосувань для поширення насіння.

## Поширення
Ендемік архіпелагу Шпіцберген. 
Населяє виступи скель, скельні виходи і осипи на схилах з високим рівнем інсоляції, а також спостерігається (хоча й рідко) на сухих щебенистих і кам'янистих пустках або на суглинних рівнинах. На добре дренованих, змішаних і крупнозернистих субстратах з приблизно нейтральною або основною реакцію ґрунту (рН). Вимагає помірного захисту від снігу в зимовий час, але зростає тільки в місцях, де ґрунт порівняно рано відкривається навесні.